# Universal Syncopations
Universal Syncopations je studiové album Miroslava Vitouše, vydané v září 2003 pod značkou ECM Records. Producentem alba byl Manfred Eicher.

## Seznam skladeb
| Pořadí         | Název          | Autor              | Délka |
| -------------- | -------------- | ------------------ | ----- |
| 1.             | Bamboo Forest  | Vitouš             | 4:37  |
| 2.             | Univoyage      | Vitouš             | 10:54 |
| 3.             | Tramp Blues    | Vitouš             | 5:19  |
| 4.             | Faith Run      | Vitouš             | 4:58  |
| 5.             | Sun Flower     | Vitouš             | 7:21  |
| 6.             | Miro Bop       | Vitouš             | 4:03  |
| 7.             | Beethoven      | Vitouš, Garbarek   | 7:18  |
| 8.             | Medium         | Vitouš, DeJohnette | 5:09  |
| 9.             | Brazil Waves   | Vitouš, Garbarek   | 4:26  |
| Celková délka: | Celková délka: | Celková délka:     | 53:32 |

## Sestava
- Miroslav Vitouš – kontrabas
- Jan Garbarek – sopránsaxofon, tenorsaxofon
- Chick Corea – klavír
- John McLaughlin – kytara
- Jack DeJohnette – bicí
- Wayne Bergeron – trubka
- Valerie Ponomarev – trubka, křídlovka
- Isaac Smith – pozoun